# Борзикактус
Борзикактус (лат. Borzicactus) — род растений семейства Кактусовые (Cactaceae), произрастающий на территории Колумбии, Эквадора и Перу.

## Таксономия
Borzicactus Riccob., первое упоминание в Boll. Reale Orto Bot. Palermo 8: 261 (1909).

### Синонимы
Гомотипные (основанные на одном и том же номенклатурном типе):
- Borzicereus Frič & Kreuz. (1935), nom. superfl.

Гетеротипные (основанные на разных номенклатурных типах):
- Seticereus Backeb. (1937)

### Виды
Подтвержденные виды по данным сайта Plants of the World Online на 2023 год:
- Borzicactus fieldianus Britton & Rose
- Borzicactus hutchisonii G.J.Charles
- Borzicactus icosagonus (Kunth) Britton & Rose
- Borzicactus leonensis (Madsen) G.J.Charles
- Borzicactus longiserpens (Leuenb.) G.J.Charles
- Borzicactus neoroezlii F.Ritter
- Borzicactus plagiostoma (Vaupel) Britton & Rose
- Borzicactus sepium (Kunth) Britton & Rose
- Borzicactus silvaticus Janke
- Borzicactus tenuiserpens (Rauh & Backeb.) Kimnach

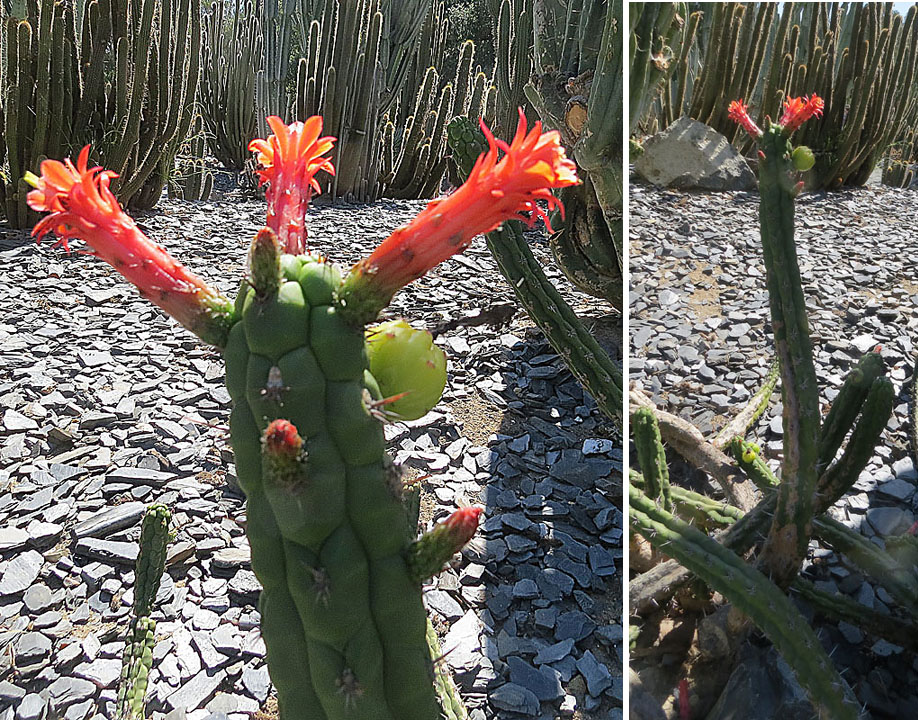
Borzicactus fieldianus
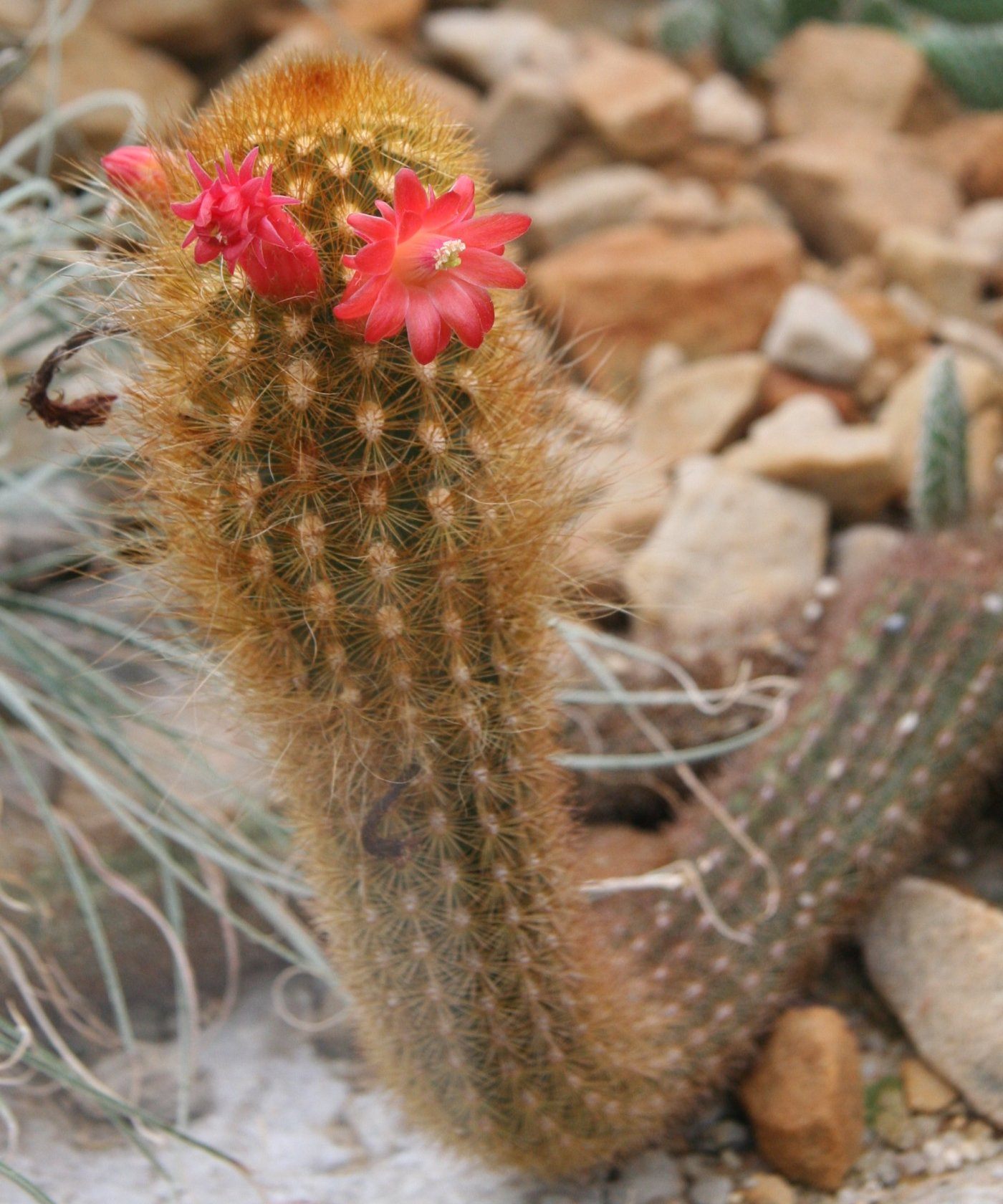
Borzicactus icosagonus
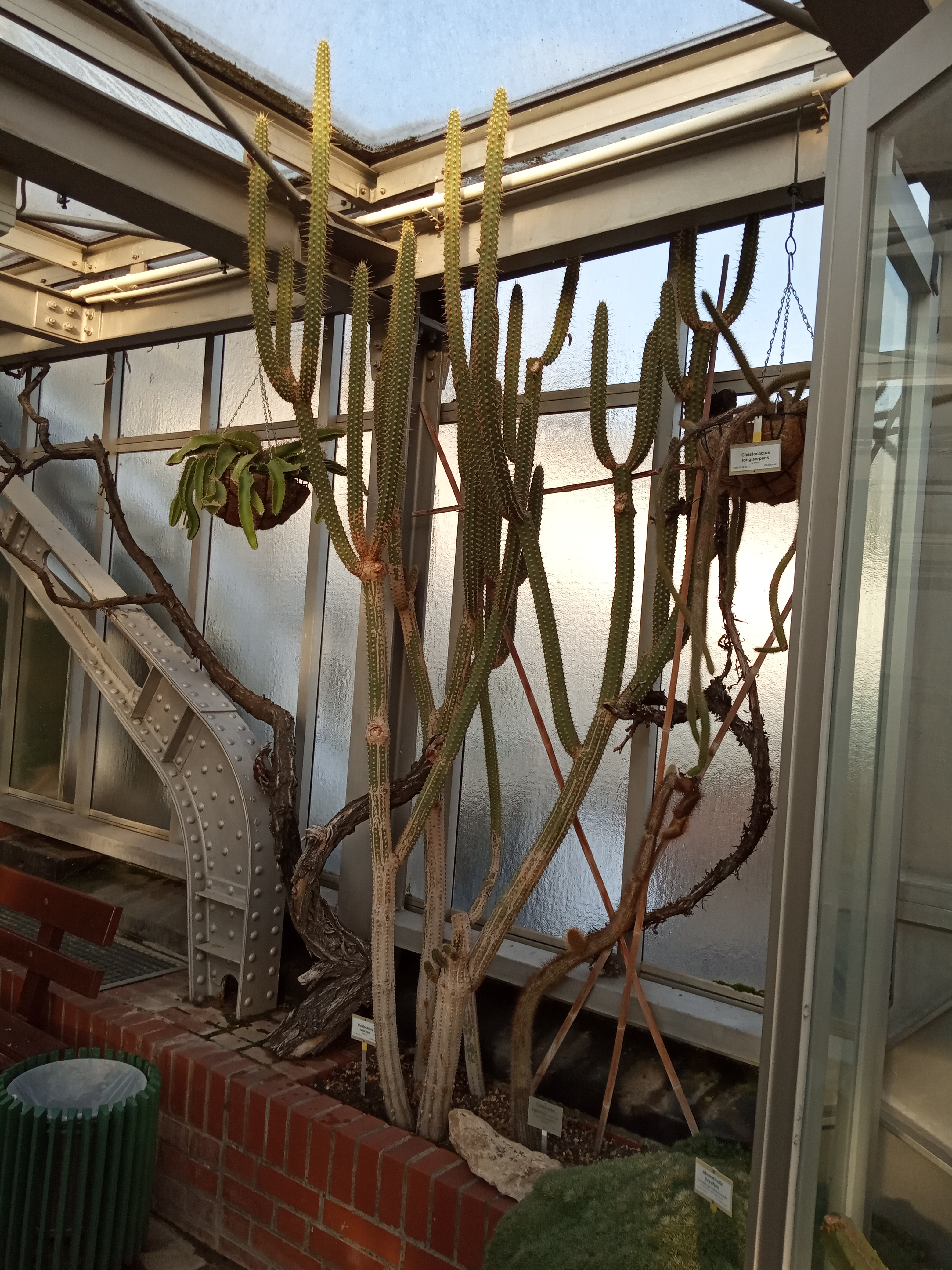
Borzicactus longiserpens
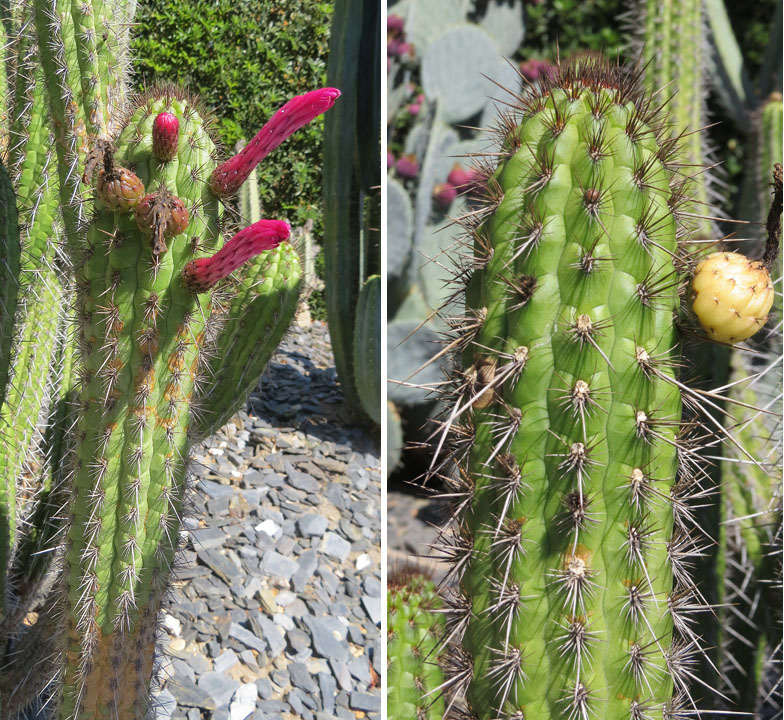
Borzicactus plagiostoma
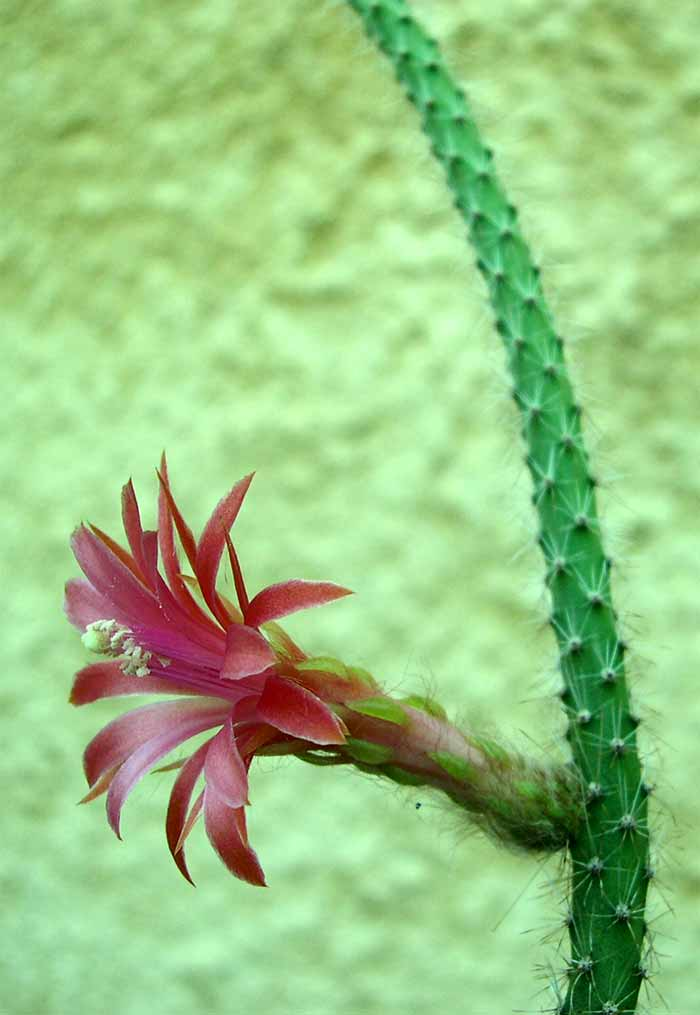
Borzicactus tenuiserpens